# Favolaschia subceracea
Favolaschia subceracea är en svampart som först beskrevs av Henn., och fick sitt nu gällande namn av Donk 1959. Favolaschia subceracea ingår i släktet Favolaschia och familjen Mycenaceae.   Inga underarter finns listade i Catalogue of Life.